# Sutezō Nishimura
Sutezō Nishimura (西村 捨三, Nishimura Sutezō, 24 aout 1843 – 14 janvier 1908) est un homme d'affaires et un homme politique japonais. Il est un vétéran de la guerre de Boshin. Il est le quatrième gouverneur de la préfecture d'Okinawa (1883-1886) et le sixième gouverneur de la préfecture d'Osaka (1889-1891).